# 愛情陷阱
《愛情陷阱》是香港歌手譚詠麟發行第九張粵語專輯，專輯流行程度繼續保持很高的水平，譚詠麟以《愛情陷阱》一曲達到事業巔峰，譚詠麟再次奪走當年多個樂壇大獎。專輯中有五首歌曲入選 「十大勁歌」季選 ，《愛情陷阱》及《雨夜的浪漫》兩首歌曲同時入選 十大勁歌金曲  與及 十大中文金曲 。專輯獲得1985-86年度金唱片頒獎典禮  最暢銷唱片獎， 銷量衝破8白金40萬張，累積超越一百萬張  。歌曲《愛情陷阱》是香港最為人熟悉的流行歌曲之一，《愛情陷阱》 獲得 2006年度十大勁歌金曲頒獎典禮，「勁歌金曲25週年榮譽金曲獎」（備注：25週年歷屆「金曲金獎」重新投票後，獲最高票數歌曲）。專輯內有三首中文歌曲龍虎榜冠軍歌（共5星期冠軍周數）。 此專輯令譚詠麟於同年獲頒「最受歡迎男歌星」，「金曲金獎」，年度「最暢銷大碟獎」，是唯一歌星於同年度獲此三個大奬。 唱片推出時出現了數度斷市之情況，也是香港樂壇80年代中具有代表性的專輯之一。
專輯中其餘歌曲如《幸運星》、《   情 (是永愿着迷) 》、《此刻你在何處》、《火美人》、《最愛的你》、也非常流行。 《愛情陷阱》與之前兩張 《霧之戀》 和 《愛的根源》 被合稱「愛情三部曲」， 三張專輯當時總銷量超過一百萬張，氣勢一時無兩 ， 並創下連續三張專輯每張也有五首歌曲，入選 「勁歌金曲季選」 的紀錄，也奠定了譚詠麟樂壇巨星地位 。1999年寶麗金推出「20世紀最強大碟20強」時，「愛情三部曲」與及 《忘不了您》 同時入選 「20世紀最強大碟20強」。1999年8月，環球唱片公司推出《誰可改變十五週年紀念集》，所有歌曲都選自「愛情三部曲」，當時旗下歌手如王菲，張學友，李克勤，陳慧嫻、陳慧琳等在這張專輯中進行tribute。2020年環球唱片推出了首批「玻璃CD」，《愛情陷阱》及 《愛的根源》是其中的2張，當時的售價為每張$14888。
而譚詠麟的競爭對手張國榮於1985年5月推出《為你鍾情》，事實上《愛情陷阱》的銷量比《為你鍾情》還多出三白金（15萬）。
當年譚詠麟開拓日本市場推出英日語大碟，《愛情陷阱》為寶麗金聘請日本音樂人芹澤廣明量身定做的， 芹澤廣明曾在一個專訪中，確認了是寫給譚詠麟的原創歌曲。因同期有很多歌手翻唱日曲，所以有些網友一看到作曲者是日本人的名字就認定是翻唱，其實這樣的說法並不正確。
坊間曾有誤傳指此曲抄襲OVA《無限地帶23 Part I》片頭曲，宮里久美主唱的《背中ごしにセンチメンタル》，但事實上只是作曲人芹澤廣明在兩首不同的作品中，中段重複使用了部份相同旋律，另各再加上不同的部份，做成兩首歌。兩曲首段旋律明顯不同，兩曲之間並不存在改編關係，是兩首同由芹澤廣明原創的不同作品。
此曲在全球華人地區的傳唱度也相當高，不少知名歌手均有演繹《愛情陷阱》，包括李克勤、陳奕迅、郭富城、 草蜢 、謝霆鋒、陳曉東、呂珊 、 炎明熹 、支嚳儀 ，謝安琪、台灣的萧敬腾、五月天、羅志祥、謝金燕 、2022年中國大陸歌唱節目《聲生不息》中的林子祥與馬賽克樂隊等。而此曲當時在東南亞等海外地區也流行起來，並被改編為多個外語版，包括泰文版，台灣國語版《愛情陷阱》(曹西平)  及《冷冷的情關》（比莉），英文改編版（Mastreet Boy) 等。 2010年票房頗佳的台灣電影「艋舺」當中主角們至舞廳消費，即一起為《愛情陷阱》這首歌創編舞步，唱跳取樂。陳奕迅的歌曲《重口味》也是向此曲致敬的，Eric Kwok、Jerald 甚至刻意摹仿此曲的急速節奏，加上黃偉文筆下緊密的歌詞，特別是副歌部份「每次殺不死你，殺不死你，也醫好你」，無一不是以此曲所處的年代作品作援引。

## 曲目
所有歌曲均由關維麟監製。
|     | 歌名             | 作曲     | 填詞   | 編曲   | 備註                                          |
| --- | ---------------- | -------- | ------ | ------ | --------------------------------------------- |
| 1.  | 愛情陷阱         | 芹澤廣明 | 潘源良 | 入江純 |                                               |
| 2.  | 幸運星           | 楊雲驃   | 向雪懷 | 盧東尼 |                                               |
| 3.  | 愛你太深         | 容敏璇   | 林振強 | 盧東尼 |                                               |
| 4.  | 火美人           | 趙容弼   | 林振強 | 盧東尼 | OT：趙容弼 「단발머리（短髪）」               |
| 5.  | 我愛世界         | 郭小霖   | 黃百鳴 | 盧東尼 | 電影《恭喜發財》插曲                          |
| 6.  | 恭喜發財         | 楊雲驃   | 黃百鳴 | 楊雲驃 | 電影《恭喜發財》主題曲                        |
| 7.  | 情（是永遠著迷） | 林敏怡   | 林敏驄 | 林敏怡 | 電影《花仔多情》插曲                          |
| 8.  | 此刻你在何處     | 芹澤廣明 | 林敏驄 | 入江純 | 電影《花仔多情》插曲                          |
| 9.  | 花仔世界         | 盧東尼   | 潘源良 | 盧東尼 | 電影《花仔多情》主題曲                        |
| 10. | 最愛的你         |          | 林敏驄 | 盧東尼 | OT：倉橋盧伊子 「ラストシーンに愛をこめて」   |
| 11. | 雨夜的浪漫       |          | 向雪懷 | 盧東尼 | OT：布施明 「ファンタジー Fantasy」、（季选） |

## 音樂錄像

### 原人演出
- 愛情陷阱（寶麗金卡拉OK碟聖譚詠麟MTV金曲精選（1992年、原聲））
- 雨夜的浪漫（寶麗金卡拉OK碟聖譚詠麟MTV金曲精選（1992年、原聲））

### 非原人演出
- 幸運星（寶麗金金曲卡拉OK POL33010（1990年、原聲）和寶麗金卡拉OK碟聖17巨星原裝金曲（1992年、原聲））
- 情（是永遠著迷）（1990年拍攝）（寶麗金金曲卡拉OK POL33006（1990年、原聲））
- 情（是永遠著迷）（1993年拍攝）（寶麗金卡拉OK碟聖譚詠麟原裝卡拉OK精選（1993年、原聲））
- 此刻你在何處（1990年拍攝）（寶麗金金曲卡拉OK POL33006（1990年、原聲））
- 此刻你在何處（1991年拍攝）（寶麗金卡拉OK碟聖9粵語歌曲精選（1991年、部份原聲）和寶麗金卡拉OK碟聖譚詠麟原裝卡拉OK精選（1993年、原聲））
- 最愛的你（1991年拍攝）（寶麗金卡拉OK碟聖9粵語歌曲精選（1991年、部份原聲））
- 最愛的你（1993年拍攝）（寶麗金卡拉OK碟聖譚詠麟原裝卡拉OK精選（1993年、原聲））
- 雨夜的浪漫（1989年拍攝）（寶麗金金曲卡拉OK POL33003（1989年、原聲））
- 雨夜的浪漫（1993年拍攝）（寶麗金卡拉OK碟聖譚詠麟原裝卡拉OK精選（1993年、原聲））

## 獎項
- 1985年度十大中文金曲頒獎典禮

- 「十大中文金曲」：《雨夜的浪漫》
- 「十大中文金曲」：《愛情陷阱》

- 1985年度十大勁歌金曲頒獎典禮

- 「十大勁歌金曲」：《愛情陷阱》
- 「十大勁歌金曲」：《雨夜的浪漫》
- 「金曲金獎」：《愛情陷阱》

- 1985年度香港金唱片頒獎典禮

- 「白金唱片」：《愛情陷阱》
- 最暢銷唱片奬

- 1986年度十大中文金曲頒獎典禮

- 1985年度最受歡迎演出中文歌曲獎：《愛情陷阱》

- 2006年度十大勁歌金曲頒獎典禮

- 「勁歌金曲25週年榮譽金曲獎」：《愛情陷阱》